# Nuoto ai XVI Giochi del Mediterraneo - 200 metri farfalla femminili

## Record
Prima di questa competizione, il record del mondo (WR) e il record dei Giochi del Mediterraneo (RG) erano i seguenti:
|    | 2'04"18 | Liu Zige Cina              | 14 agosto 2008 Pechino, Cina   |
| RG | 2'10"01 | Caterina Giacchetti Italia | 28 giugno 2005 Almería, Spagna |

Durante l'evento sono stati migliorati i seguenti record:
| Data      | Evento | Atleta              | Nazione | Tempo   | Record |
| --------- | ------ | ------------------- | ------- | ------- | ------ |
| 1º luglio | Finale | Caterina Giacchetti | Italia  | 2'06"89 | RG     |

## Batterie
Mercoledì 1º luglio, ore 10:35 CEST.
Si sono svolte due batterie di qualificazione. Le prime otto atlete si sono qualificate direttamente per la finale.
| #  | Batteria | Corsia | Atleta                 | Nazionalità | Tempo   | Note |
| -- | -------- | ------ | ---------------------- | ----------- | ------- | ---- |
| 1  | 1        | 5      | Mireia Belmonte Garcia | Spagna      | 2'10"55 | Q    |
| 2  | 2        | 4      | Caterina Giacchetti    | Italia      | 2'10"84 | Q    |
| 3  | 1        | 3      | Panagiota Tsialta      | Grecia      | 2'11"99 | Q    |
| 4  | 1        | 4      | Magali Rousseau        | Francia     | 2'12"63 | Q    |
| 5  | 2        | 5      | Paola Cavallino        | Italia      | 2'13"92 | Q    |
| 6  | 2        | 3      | Andriana Terzi         | Grecia      | 2'15"27 | Q    |
| 6  | 2        | 6      | Yasemin Rosenberger    | Turchia     | 2'15"94 | Q    |
| 8  | 1        | 2      | Iris Rosenberger       | Turchia     | 2'19"16 | Q    |
| 9  | 1        | 6      | Fella Bennaceur        | Algeria     | 2'19"18 |      |
| 10 | 2        | 2      | Simona Muccioli        | San Marino  | 2'19"30 |      |
| 11 | 1        | 7      | Lilia Karrakchou       | Marocco     | 2'23"33 |      |
| 12 | 2        | 1      | Laila Kamal Farrhat    | Libia       | 2'48"69 |      |

## Finale
Mercoledì 1º luglio, ore 18:24 CEST.
| Posizione | Corsia | Atleta                 | Paese   | Tempo   | Note |
| --------- | ------ | ---------------------- | ------- | ------- | ---- |
|           | 5      | Caterina Giacchetti    | Italia  | 2'06"89 | RG   |
|           | 4      | Mireia Belmonte Garcia | Spagna  | 2'06"90 |      |
|           | 2      | Paola Cavallino        | Italia  | 2'10"19 |      |
| 4         | 6      | Magali Rousseau        | Francia | 2'10"50 |      |
| 5         | 3      | Panagiota Tsialta      | Grecia  | 2'14"94 |      |
| 6         | 7      | Andriana Terzi         | Grecia  | 2'15"67 |      |
| 7         | 1      | Yasemin Rosenberger    | Turchia | 2'16"53 |      |
| 8         | 8      | Iris Rosenberger       | Turchia | 2'20"50 |      |